# Duży Münsterländer
Duży münsterländer – rasa psów należąca do grupy wyżłów w sekcji wyżłów kontynentalnych. Zaklasyfikowana jest do podsekcji psów w typie spaniela. Typ wyżłowaty. Podlega próbom pracy.

## Budowa
Duży Münsterländer jest psem średniej wielkości. Jego wzrost waha się od 58 – 65, zależnie od płci. Zazwyczaj waży około 30 kg.

## Wygląd

### Szata i umaszczenie
Duży Münsterländer jest psem o umaszczeniu czarno-białym, gdzie czarny przeważa, występują drobne czarne łaty, czarny płaszcz i biała końcówka ogona. Może wystąpić również umaszczenie red-merle. Sierść jest lekko falista, zwarta i ma średnią długość. Mogą występować portki.

## Zachowanie i charakter
Psy tej rasy szybko się uczą i prowadzone konsekwentnie, łatwo poddają się szkoleniu. Są zapalonymi myśliwymi o wielkiej chęci aportowania. Nadają się zarówno na psy rodzinne jak i pracujące. Są bardzo żywe, dlatego należy zapewniać im dużo ruchu. Do tego są odważne i wierne.

## Popularność
Jest to rasa bardzo rzadko spotykana w Polsce.